# معركة خان يونس (2025)
معركة خان يونس هي معركة عسكرية كبرى بدأت في 26 مايو 2025 كجزء من الهجوم الإسرائيلي الأوسع على قطاع غزة والذي بدأ في مايو 2025، والمعروف باسم عملية عربات جدعون. بعد أسابيع من العمليات في رفح، شنت قوات الاحتلال الإسرائيلية توغلاً متجدداً في خان يونس. وتستهدف العملية ما تبقى من مقاتلي حماس، والمواقع، والبنية التحتية، وشبكات الأنفاق في المدينة.

## الأحداث
في الساعات الأولى من صباح يوم 7 أكتوبر 2023، شنت حماس هجومًا مفاجئًا واسع النطاق على جنوب إسرائيل، مما أسفر عن مقتل ما يقرب من 1200 شخص، معظمهم من المدنيين، واختطاف حوالي 250 آخرين. وأشارت التقارير إلى أن العديد من الضحايا قُتلوا في منازلهم أو في مهرجان موسيقي، كما ورد أن بعض عمليات القتل تم بثها على الهواء مباشرة من قبل مسلحي حماس.
وردًا على ذلك، شنت قوات الاحتلال الإسرائيلية حملة جوية واسعة النطاق عبر قطاع غزة في اليوم التالي، مع قصف كثيف استهدف المناطق الحضرية بما في ذلك خان يونس. وذكرت قوات الاحتلال الإسرائيلية أن العديد من الضربات دمرت مستودعات أسلحة تابعة لحماس وشبكات أنفاق مخفية تحت البنية التحتية المدنية.
وبحلول أواخر نوفمبر/تشرين الثاني 2023، حاصرت القوات الإسرائيلية خان يونس وكثفت ضرباتها الجوية والمدفعية استعدادا لغزو بري. في الأول من ديسمبر 2023، شنت قوات الاحتلال الإسرائيلية هجومًا بريًا كبيرًا على المدينة. وقال مسؤولون إسرائيليون إن مقاتلي حماس استخدموا المباني المدنية، مثل المستشفيات، كمواقع قتالية، مما أدى إلى تكثيف الدمار الحضري.
وعلى مدى الأشهر التالية، تحركت القوات داخل وخارج خان يونس، واشتبكت مع مقاتلي حماس في الأحياء المكتظة بالسكان والمناطق المليئة بالأنفاق. كانت المعارك طويلة ومدمرة، وتعرضت المدينة لأضرار كبيرة. وفي نهاية المطاف انسحبت القوات الإسرائيلية في أوائل أبريل 2024 بعد قتال متواصل.
وفي يوليو/تموز 2024، عادت الوحدات الإسرائيلية لشن غارة لمدة أسبوع على شرق خانيونس، مع التركيز على البنية التحتية للأنفاق التابعة لحماس. استمرت العملية حتى 30 يوليو، حيث أعلنت السلطات الإسرائيلية عن مقتل حوالي 150 مسلحًا. وقالت قوات الاحتلال الإسرائيلية إن المسلحين كانوا يستخدمون المباني المدنية السابقة، بما في ذلك المساجد والعيادات، للمأوى والتنسيق.
شنت قوات الاحتلال الإسرائيلية عملية برية ثالثة في خان يونس في أغسطس/آب 2024، واستمرت ثلاثة أسابيع. واستمرت العملية حتى 30 أغسطس/آب، مع انسحاب إسرائيل من المدينة.
تم التوصل إلى وقف مؤقت لإطلاق النار بين شهري يناير/كانون الثاني ومارس/آذار 2025، حيث تم إطلاق سراح عدد من الرهائن وتراجعت العمليات القتالية الرئيسية. واقترح بعض المسؤولين الإسرائيليين أن حماس استغلت فترة التوقف لإعادة تجميع القوات تحت الأرض. في منتصف مارس 2025، شنت إسرائيل عملية السيف والقوة بغارات جوية متجددة وضربات مدفعية في جميع أنحاء غزة، مما أدى فعليًا إلى إنهاء وقف إطلاق النار.
في مايو/أيار 2025، أطلقت إسرائيل عملية عربات جدعون، وهي حملة متجددة ركزت على القضاء على قوات حماس المتبقية في غزة.

## المعركة
في 26 مايو 2025، بدأ جيش الاحتلال الإسرائيلي هجومًا بريًا متجددًا على خان يونس كجزء من عملية عربات جدعون، في أعقاب غارات جوية مكثفة عبر جنوب غزة.
وفي 29 مايو/أيار، استكمل مهندسو القتال الإسرائيليون عملية كبرى لتحييد شبكة أنفاق حماس على مشارف خان يونس. وبحسب تقرير رسمي صادر عن جيش الاحتلال الإسرائيلي، تمكنت القوات من تحديد موقع نفق إرهابي "هجومي" تحت الأرض يمتد لعدة مئات من الأمتار وتفكيكه.
في 30 مايو، أعلن جيش الاحتلال الإسرائيلي أن لواء كفير، تحت قيادة الفرقة 36، انضم إلى العملية في خان يونس.